# Байдосов, Кабден Рахманкулович
Кабден Рахманкулович Байдосов (12 октября 1934, Георгиевка — 17 апреля 1997, Алма-Ата), — первый в Казахстане мастер спорта по вольной борьбе (1957), 6-кратный чемпион Республики (1955—1960), заслуженный тренер КазССР (1964).

## Биография
Окончив среднюю школу, К. Р. Байдосов, с детства много и хорошо катавшийся на лыжах, поступил в столичный Институт физической культуры — на кафедру лыжного спорта. Следующей весной, когда снег растаял, первокурсник, «обычно ходивший с лыжами за спиной», просто не знал, куда себя деть. Соседи по студенческому общежитию уговорили его записаться в институте на лекции чемпиона республики по вольной борьбе Петра Матущака.
Кабден, от природы одарённый «силой, ловкостью и тягой к тренировкам», имел большой юношеский опыт не только в лыжном спорте, но и в «борьбе по-казахски» («Казакша курес»). Летом его взяли на отборочные соревнования по греко-римской борьбе, где он «своих соперников валял на ковре словно войлок», уступив только чемпиону Казахстана Харисову и многократному призёру Псарёву. Осенью Байдосов перевёлся с кафедры лыжного спорта на кафедру борьбы.
В следующем, 1955 году, на первом чемпионате Казахстана по вольной борьбе, Кабден Байдосов оказался сильнее всех, победив даже Харисова. На этом чемпионате Байдосов выполнил все требуемые нормативы и стал первым мастером спорта СССР по вольной борьбе в Казахстане, — чего не достиг даже его учитель, П. Ф. Матущак. Представлял общество «Буревестник» (Алма-Ата).
Вскоре Байдосова пригласили на тренировочные сборы в сборную СССР, — в порядке подготовки к чемпионату мира. «В своём весе он выглядел лидером», «на него возлагали большие надежды», — однако как раз подошло время госэкзаменов и на эти очень важные для его международной карьеры соревнования он не поехал.
Получив диплом, К. Р. Байдосов предпочёл карьеру спортивного наставника — стал преподавать специализацию по вольной борьбе в своём же институте, одновременно участвуя в соревнованиях и занимаясь тренерской работой. В 1964-м году (в 30 лет) он получил звание «Заслуженный тренер КазССР», тогда же его пригласили старшим тренером в «Республиканскую школу высшего спортивного мастерства (РШВСМ)», где в течение 10 лет он готовил борцов сборных КазССР.
В 1974 году его командировали на Кубу, — помочь в организации кафедры единоборств в местном Институте физвоспитания и готовить их национальную сборную по вольной борьбе к чемпионатам мира. «Кубинцы потом Кубок мира выиграли, на чемпионате мира заняли второе место», — оценивал позже свой труд Байдосов
Вернувшись, в 1979 году К. Р. Байдосов занял место своего учителя, П. Ф. Матущака, возглавив кафедру борьбы и фехтования в родном институте.
Кафедрой он руководил почти двадцать лет.
В 1997 году, на 63-м году жизни, ещё полный сил и творческих планов завкафедрой борьбы и фехтования Казахской академии спорта и туризма, заслуженный тренер КазССР, обучивший десятки казахских спортсменов международного класса, трагически погиб в автокатастрофе. Похоронен на Кенсайском кладбище.
Среди его учеников — заслуженный тренер Аскарбек Иманкулов, двукратный чемпион Союза среди молодежи Жумабек Жаркимбаев, двукратный чемпион СССР среди юношей Берик Аманбаев, а также мастера спорта А. Айкапов, А. Гапсаттаров, А. Семкин, Аманжол Бугубаев, С. Мукашев, Р. Нурманов и многие другие.

## Научный вклад
Кроме результатов долгой преподавательской и тренерской работы, К. Р. Байдосов оставил и научно-популярные труды: большую авторскую монографию «Казахская национальная борьба» (Алма-Ата: Мектеп, 1987), и два сборника лекций, подготовленных совместно с коллегами по кафедре, — «Управление и научно-методическое обеспечение тренировочного процесса в спортивной борьбе» (Алма-Ата: КазИФК, 1985) и «Методические рекомендации по применению технических средств в подготовке борцов» (Алма-Ата: Госкомспорт КазССР, 1987).
Также К. Р. Байдосов — соавтор патентов:
- «Устройство для тренировки спортсменов»[4],
- «Устройство для тренировки борцов»[5] и
- «Тренировочный манекен»[6].

## Память
С осени 1997 года в Алматы проводится «Фестиваль по видам борьбы памяти К. Р. Байдосова». Турнир организуется Казахской Академией спорта и туризма (КазАСТ). 

Участниками соревнований являются представители КазАСТ, а также студенты КазНУ им. аль-Фараби, гости из Узбекистана и Кыргызстана.

Целью соревнований является демонстрация всех видов борьбы, которые культивируются в нашем вузе: самбо, дзюдо, казакша курес, вольная борьба, греко-римская борьба, поясная борьба. В каждой дисциплине выступают по восемь спортсменов. Отборочные соревнования проводятся ранее, на однодневном фестивале зрители видят только финальные поединки— Казахская Академия Спорта и Туризма, 01 ноября 2014, официальный сайт